# Antikes Theater Taormina
Koordinaten: 37° 51′ 8,7″ N, 15° 17′ 32,2″ O

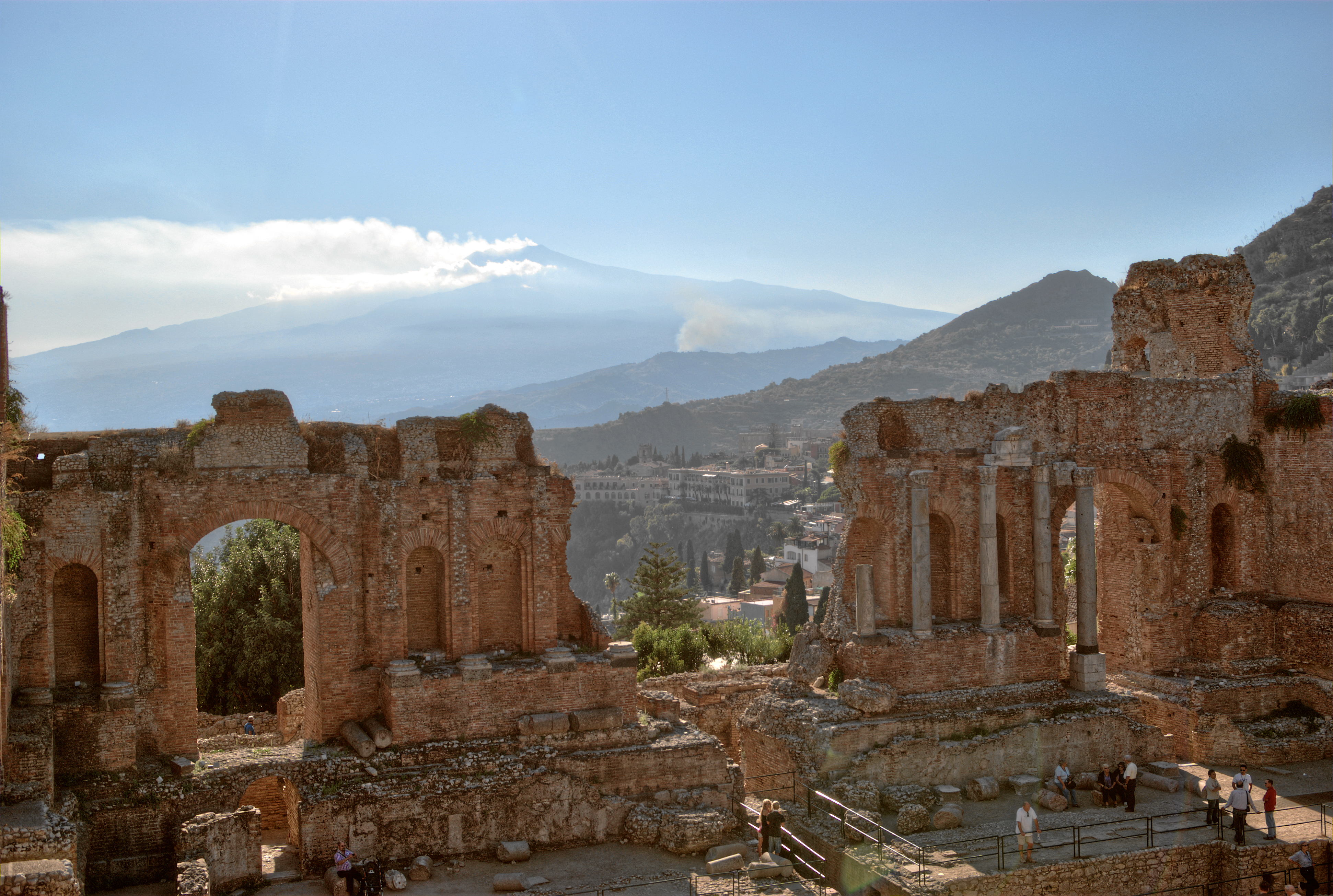
Das Bühnengebäude mit Blick auf den Ätna

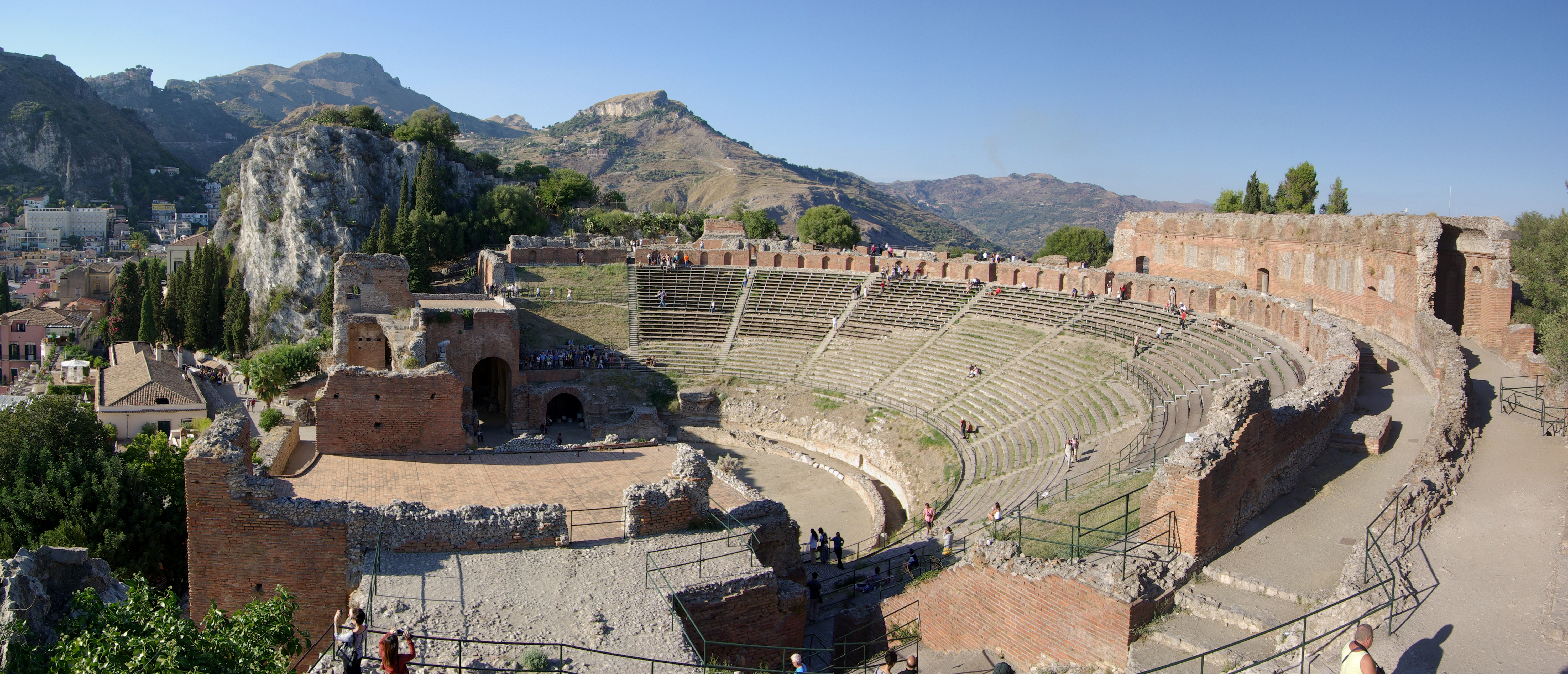
Die Ränge des Theaters

Das Antike Theater Taormina in Taormina ist nach dem von Syrakus das zweitgrößte auf Sizilien.

## Geschichte
Ein Vorgängerbau wurde von Griechen im 3. Jahrhundert v. Chr. als Theater zur Aufführung von Schauspielen errichtet. Daher wird auch die heutige Anlage häufig als Teatro Greco bezeichnet.
Im 2. Jahrhundert v. Chr. entstand darüber ein römischer Bau. Er wurde im 2. Jahrhundert n. Chr. in eine Arena umgebaut. Dabei wurde der Zuschauerraum noch einmal erheblich erweitert. Danach fanden dort nur noch Gladiatoren- und Tierkämpfe statt.

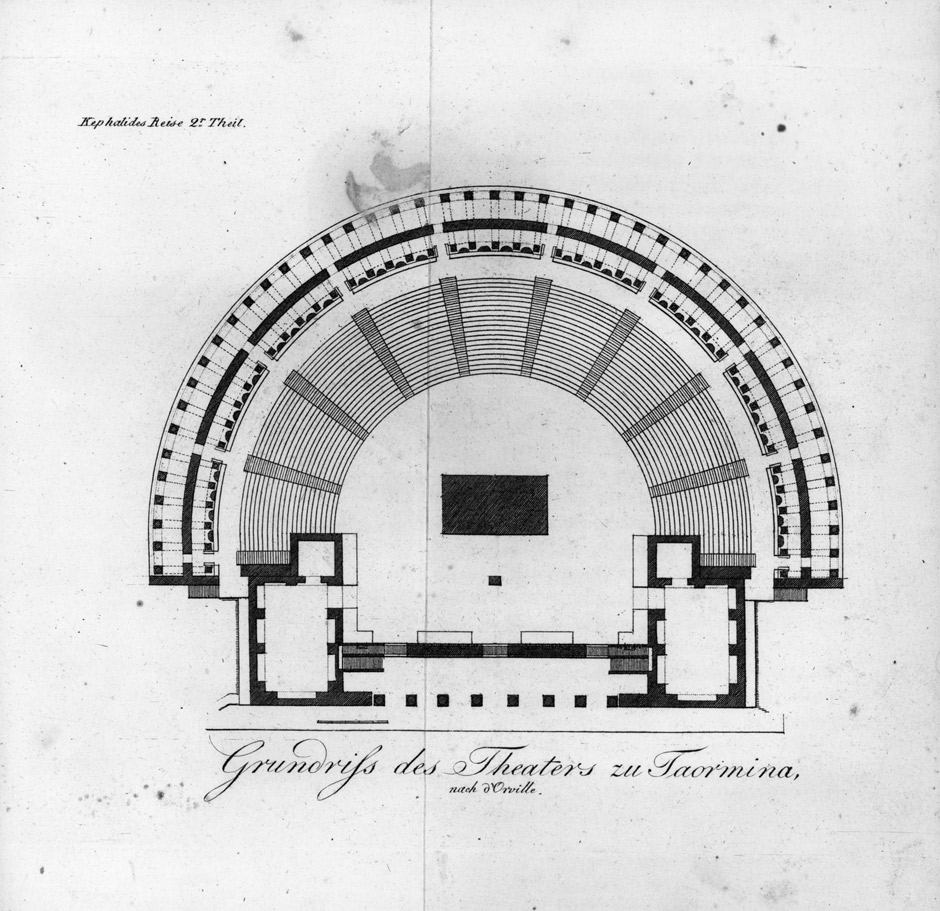
Grundrissrekonstruktion (August Wilhelm Kephalides 1822)

Nach dem Zusammenbruch des römischen Reiches verfiel das Theater und wurde durch Kriege beschädigt. Im 19. Jahrhundert wurde das Bühnengebäude teilweise rekonstruiert. Die Marmorsäulen wurden zwischen 1835 und 1840 aufgestellt. 

## Beschreibung
Das Theater misst 120 m in der Länge, 50 m in der Breite und 20 m in der Höhe, ist nach Südwesten ausgerichtet und in die Bereiche Bühne, Orchestra und Tribüne (Cavea) unterteilt. Da es auf einem älteren griechischen Theater errichtet wurde, ist es in den Hang eingebettet, während römische Theater ansonsten freistehende Bauten waren. Die Stufen der Tribüne wurden teilweise in den vorhandenen Fels geschlagen und boten schon damals Platz für etwa 5400 Zuschauer. Die unterste Stufe hat einen Durchmesser von 62 m, die oberste von 147 m.
Das in römischer Zeit aus Ziegelstein errichtete Bühnengebäude zeigt zur Zuschauerseite hin eine zweigeschossige Schaufassade mit Nischen, in denen Statuen standen, und vorgesetzten Säulen. Eine etwa zehn Meter breite Öffnung gibt heute den Blick auf den Ätna und die Bucht von Giardini-Naxos frei.
Neben dem Theater befindet sich das Antiquarium, ein kleines archäologisches Museum. Obwohl der größte Teil der archäologischen Funde in den Museen von Neapel, Messina und Syrakus ausgestellt wird, gibt es hier einige sehenswerte Exponate. Interessant ist unter anderem ein Marmorsockel mit einer Inschrift, die besagt, dass Tauromenion bei den antiken Olympischen Spielen einen Siegertitel im Pferderennen erreichte.

## Rezeption

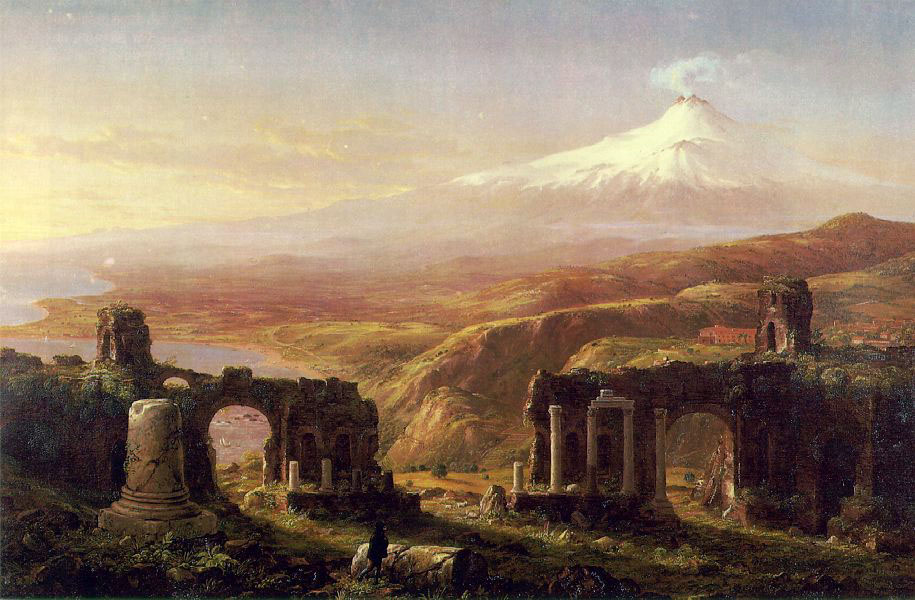
Thomas Cole: Blick auf den Ätna, im Vordergrund die Ruine des Bühnengebäudes des antiken Theaters Taormina, 1843

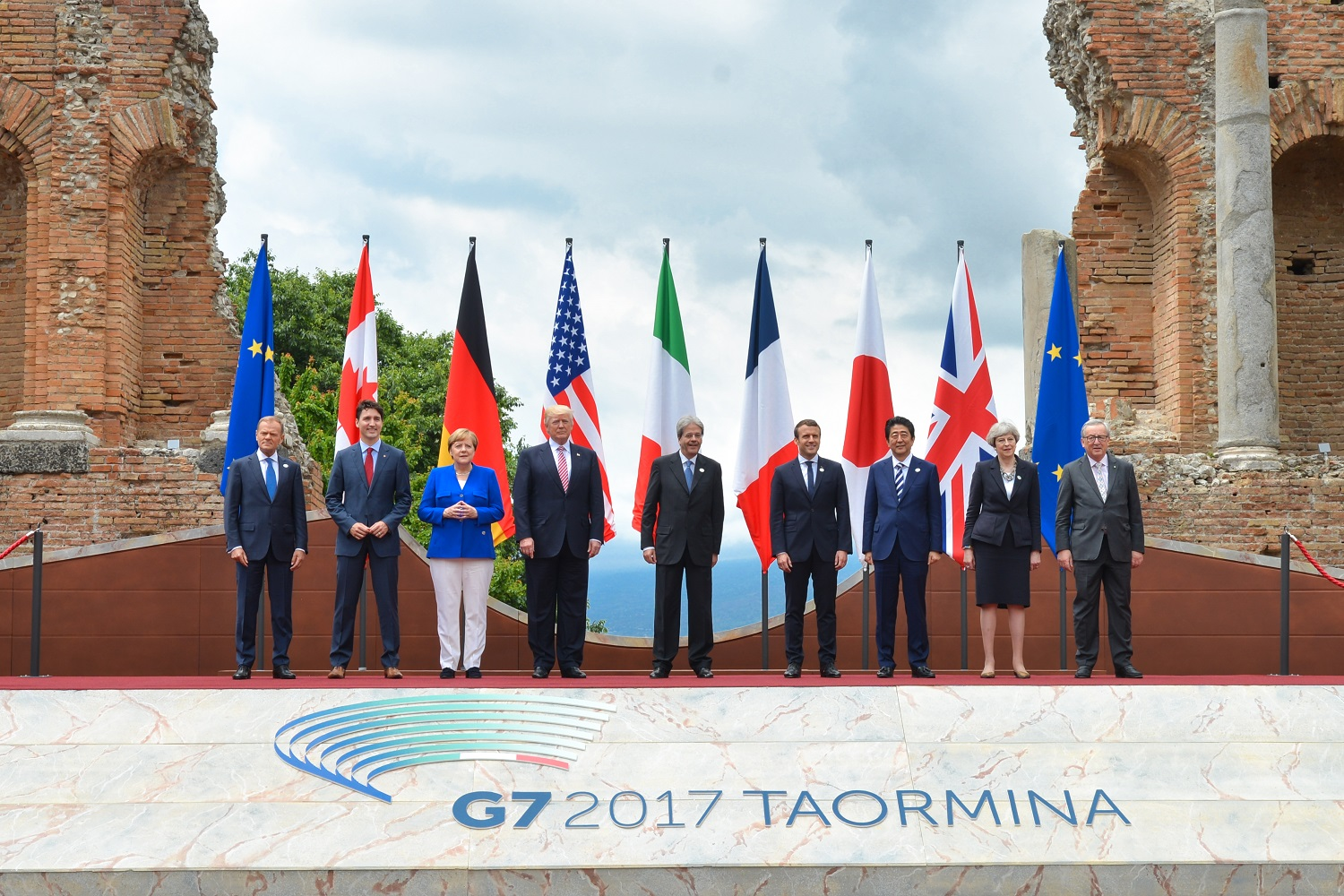
G7-Gipfel 2017

- Johann Wolfgang von Goethe besuchte das Theater am 7. Mai 1787 und beschrieb es in seiner Italienischen Reise:[1]

„Wenn man die Höhe der Felsenwände erstiegen hat, welche unfern des Meeresstrandes in die Höhe steilen, findet man zwei Gipfel durch ein Halbrund verbunden. Was dies auch von Natur für eine Gestalt gehabt haben mag, die Kunst hat nachgeholfen und daraus den amphitheatralischen Halbzirkel für Zuschauer gebildet; Mauern und andere Angebäude von Ziegelsteinen, sich anschließend, supplierten die nötigen Gänge und Hallen. Am Fuße des stufenartigen Halbzirkels erbaute man die Szene quer vor, verband dadurch die beiden Felsen und vollendete das ungeheuerste Natur- und Kunstwerk. Setzt man sich nun dahin, wo ehemals die obersten Zuschauer saßen, so muß man gestehen, daß wohl nie ein Publikum im Theater solche Gegenstände vor sich gehabt. Rechts zur Seite auf höheren Felsen erheben sich Kastelle, weiter unten liegt die Stadt... Nun sieht man an dem ganzen langen Gebirgsrücken des Ätna hin, links das Meerufer bis nach Catania, ja Syrakus; dann schließt der ungeheure, dampfende Feuerberg das weite, breite Bild, aber nicht schrecklich, denn die mildernde Atmosphäre zeigt ihn entfernter und sanfter, als er ist.“

- 1886–1888 verwendete Gustav Klimt Motive des antiken Theaters Taormina im Deckengemälde der Feststiege des Burgtheaters in Wien.
- 1995 drehte Woody Allen mehrere Szenen seines Films Geliebte Aphrodite im antiken Theater von Taormina.
- 2017 trafen sich die Mitglieder des G7-Gipfels im antiken Theater.